# Seydou Keïta
Seydou Keïta (1921 - 21 de novembro de 2001) foi um fotógrafo do Mali . Ele é conhecido principalmente por seus retratos de pessoas e famílias tirados por ele entre 1940 e o início dos anos 1960 e que são amplamente reconhecidos não apenas como um registro da sociedade malinesa, mas também como obras de arte.

## Biografia
Keïta nasceu em 1921 em Bamako, no Mali, embora a data exata seja desconhecida. Ele era o mais velho de uma família de cinco filhos. Seu pai Bâ Tièkòró e seu tio Tièmòkò eram fabricantes de móveis. Keïta desenvolveu  interesse pela fotografia quando seu tio lhe deu uma Kodak Brownie com um filme de oito fotos em 1935, após retornar de uma viagem ao Senegal . No começo Keïta trabalhou como carpinteiro e fotógrafo, tirando os primeiros retratos de sua família e amigos, depois de pessoas da vizinhança. Ele aprendeu fotografia e como revelar com Pierre Garnier, proprietário de uma loja de suprimentos fotográficos francesa, e com Mountaga Traoré, seu mentor. Em 1948 ele montou seu primeiro estúdio na casa da família em Bamako-Koura, atrás da prisão principal.
Keïta morreu em 2001 em Paris.

## Publicação de Keïta
- Seydou Keita: Fotografias, Bamako, Mali 1948-1963. Göttingen: Steidl, 2011. ISBN 978-3869303017

## Exposições

### Exposições individuais
- 2001: Flash Afrique, Kunsthalle Wien, Viena, Áustria e Fórum Cultural de Düsseldorf, Alemanha [3]
- 2011: Seydou Keïta, Galeria Fifty One, Antuérpia, Bélgica [4]
- 2018: Retratos de Bamako, Foam Fotografiemuseum Amsterdam, Amsterdã, Holanda [5]
- 2018:Seydou Keïta, Instituto Moreira Salles, São Paulo, Brasil.[1]

### Exposições coletivas
- 1996: African Photographers, Guggenheim Museum, New York, USA[6]
- 2005: African Art Now: Masterpieces from the Jean Pigozzi Collection, Museum of Fine Arts Houston, USA[7]
- 2006: About Africa, part one, Gallery Fifty One, Antwerp, Belgium[8]
- 2006: Some Tribes, Christophe Guye Galerie, Zurich, Switzerland[9]
- 2006: Vive l’Afrique, Galerie du Jour – Agnès b., Tokyo, Japan[10]
- 2006: 100% Africa, Guggenheim Museum, Bilbao, Spain[11]
- 2007: Why Africa?, Pinacoteca Giovanni e Marella Agnelli, Turin, Italy[12]
- 2008: Accrochage, Gallery Fifty One, Antwerp, Belgium[13]
- 2009: Masters of Photography, Gallery Fifty One, Antwerp, Belgium[14]
- 2015: The Pistil's Waltz, Gallery Fifty One, Antwerp, Belgium[15]

## Coleção
O trabalho de Keita é exibido na seguintes coleções permanentes:
- Museu de Arte de Saint Louis, St. Louis, Missouri: 2 [16][17]
- Instituto de Arte de Minneapolis, Minneapolis, Minnesota: 6 artigos [18]